# Photuris caerulescens
Photuris caerulescens is een keversoort uit de familie glimwormen (Lampyridae). De wetenschappelijke naam van de soort werd voor het eerst geldig gepubliceerd in 1951 door Barber.